# Бета Эридана
Бета Эридана (Beta Eri/β Eridani/β Eri) является второй по яркости звездой в созвездии Эридана и находится в северо-восточной части этого созвездия. Имеет два исторических названия:
- Курса (Cursa) от арабского Al Kursiyy al Jauzah что означает Скамейка (подставка) для ног, так как она вместе с лямбда Эридана, тау Ориона и пси Эридана образует астеризм Скамейка для ног Ориона (Orion’s Footstool), на которой лежит левая нога Ориона[8].
- Далим (Dhalim) — альтернативное название, от арабского Ṭhalīm — страус[8], поскольку эта же группа из четырёх звёзд, когда-то так называлась страусиное гнездо[6].

Курса начинает звёздную реку Эридан, небесное изображение реки «Океан», которое заканчивается звездой Ахернар. Ахернар в силу своей яркости получил от Байера название альфа, Курса получила название бета как вторая по яркости звезда (её звёздная величина 2,79m), хотя и находится на противоположном конце длинного созвездия.
Курса находится на расстоянии 89 световых лет от Земли и светится мягким белым светом, исходящим от поверхности с температурой 8 360 K. Она является гигантом спектрального класса A3 с диаметром примерно в три раза больше солнечного. Её светимость превышает солнечную в 45 раз, а масса от 2 до 2,5 раз больше массы Солнца.
Курса находится на грани схода или даже уже сходит с главной последовательности. Горение водорода в её недрах прекращается, в будущем звезда вступит в стадию быстрого расширения и охлаждения её поверхности, станет оранжевым гигантом и в её ядре начинается горение гелия, став причиной увеличения её светимости.
Курса обычно считается частью движущаяся группы Большой Медведицы, группы звёзд раскиданных по всему небу, которая содержит в том числе и 5 звёзд Большой Медведицы. Однако, поскольку возраст группы оценивается в 300 миллионов лет, она слишком молода для звезды, поэтому можно полагать, что Курса в действительности не принадлежит к ней, а вот принадлежность к сверхскоплению Сириуса вполне вероятна..
Также Курсу можно отнести к очень редкому классу звёзд, которые производят колоссальные вспышки. В 1985 году было отмечено, феноменальное увеличение яркости на три звёздные величины (то есть в 15 раз), которое продолжалось в течение более чем двух часов. Всего около двух десятков звёзд, в том числе Эниф (эпсилон Пегаса) и мю Цефея, входят в данный класс звёзд. В чём причина таких вспышек — неизвестно. Исходя из того, что нам известно о вспышках на Солнце, они могут быть вызваны магнитной активностью звезды, но возможно, что существуют и какие-то другие механизмы увеличения яркости.
Курса имеет видимого компаньона, CCDM J05079-0506B, который имеет звёздную величину 10,9m и отстоит от главной звезды на расстоянии 116,7 угловых секунд, а его позиционный угол равен 143 градуса.